# Beetzsee
Beetzsee é um município da Alemanha, situado no distrito de Potsdam-Mittelmark, no estado de Brandemburgo. Tem 35,77 km² de área, e sua população em 2019 foi estimada em 2.652 habitantes.